# جورجيا براون
جورجيا براون (بالبرتغالية: Georgia Brown‏) هي مغنية برازيلية، ولدت في 29 يونيو 1980 في نابولي في إيطاليا.